# Pedro Ruiz-Castell
Pedro Ruiz Castell (Valencia, 3 de diciembre de 1977) es un historiador de la ciencia, profesor universitario y político valenciano, diputado en las Cortes Valencianas por el PSPV–PSOE durante las legislaturas X y XI.

## Formación y trayectoria académica
Nacido en Valencia, es licenciado en Física por la Universidad de Valencia y doctor en Historia por la Universidad de Oxford. Ejerció como coordinador del Departamento de Investigación y Documentación del Museo Nacional de Ciencia y Tecnología (MUNCYT) en Madrid y posteriormente desarrolló su labor investigadora como postdoctorado en el Departamento de Filosofía y el Centro de Historia de la Ciencia de la Universidad Autónoma de Barcelona.
Actualmente es profesor del Departamento de Historia de la Ciencia y Documentación de la Universidad de Valencia e investigador del Instituto Interuniversitario López Piñero de Estudios Históricos y Sociales sobre Ciencia, Tecnología, Medicina y Medio Ambiente.
Ha sido investigador invitado en centros como el Imperial College de Londres, la Universidad de Mánchester y la Chemical Heritage Foundation de Filadelfia. Su investigación se centra en la historia de la astronomía de los siglos XIX y XX, los instrumentos científicos, la ciencia en la esfera pública y el patrimonio científico y tecnológico.

## Actividad académica y publicaciones
Ha participado en numerosos proyectos de investigación, publicando en revistas tanto nacionales como internacionales. Ha comisariado exposiciones y combina su trabajo académico con la divulgación científica en prensa y radio.

### Principales libros publicados
- Astronomy and Astrophysics in Spain (1850–1914). Cambridge Scholars Publishing, 2008.[3]
- Melodías de ciencia. Editorial Amarante, 2021.[3]
- Historia de la tecnología a través de veinte objetos. Institució Alfons el Magnànim (colección Urània), 2023.[4]

## Trayectoria política
Afiliado al PSPV–PSOE, fue Secretario General de la agrupación local de Benimaclet‑Mestalla (marzo 2018). En septiembre de 2019 asumió su escaño como diputado en las Corts Valencianes tras la renuncia de Vicent Soler i Marco, y fue portavoz del grupo socialista en innovación, universidades, ciencia y sociedad digital.
Durante su etapa en el parlamento autonómico, también desempeñó el cargo de Secretario de Ciencia, Investigación y Universidades en la Ejecutiva Nacional del PSPV–PSOE. En 2023 retomó su puesto docente universitario, y en diciembre regresó a las Cortes tras los nombramientos de Rebeca Torró y Arcadi España como secretarios de Estado.